# Draba kitadakensis
Draba kitadakensis là một loài thực vật có hoa trong họ Cải. Loài này được Koidz. mô tả khoa học đầu tiên năm 1915.